# Alpi dell'Ammergau
Le Alpi dell'Ammergau (in tedesco Ammergauer Alpen) sono una sottosezione delle Alpi Bavaresi. La vetta più alta è il Daniel che raggiunge i 2.340 m s.l.m.
Si trovano in Austria (Tirolo) e Germania (Baviera).
Prendono il nome dalla valle di Ammer che le dividono nelle loro due parti principali.

## Classificazione

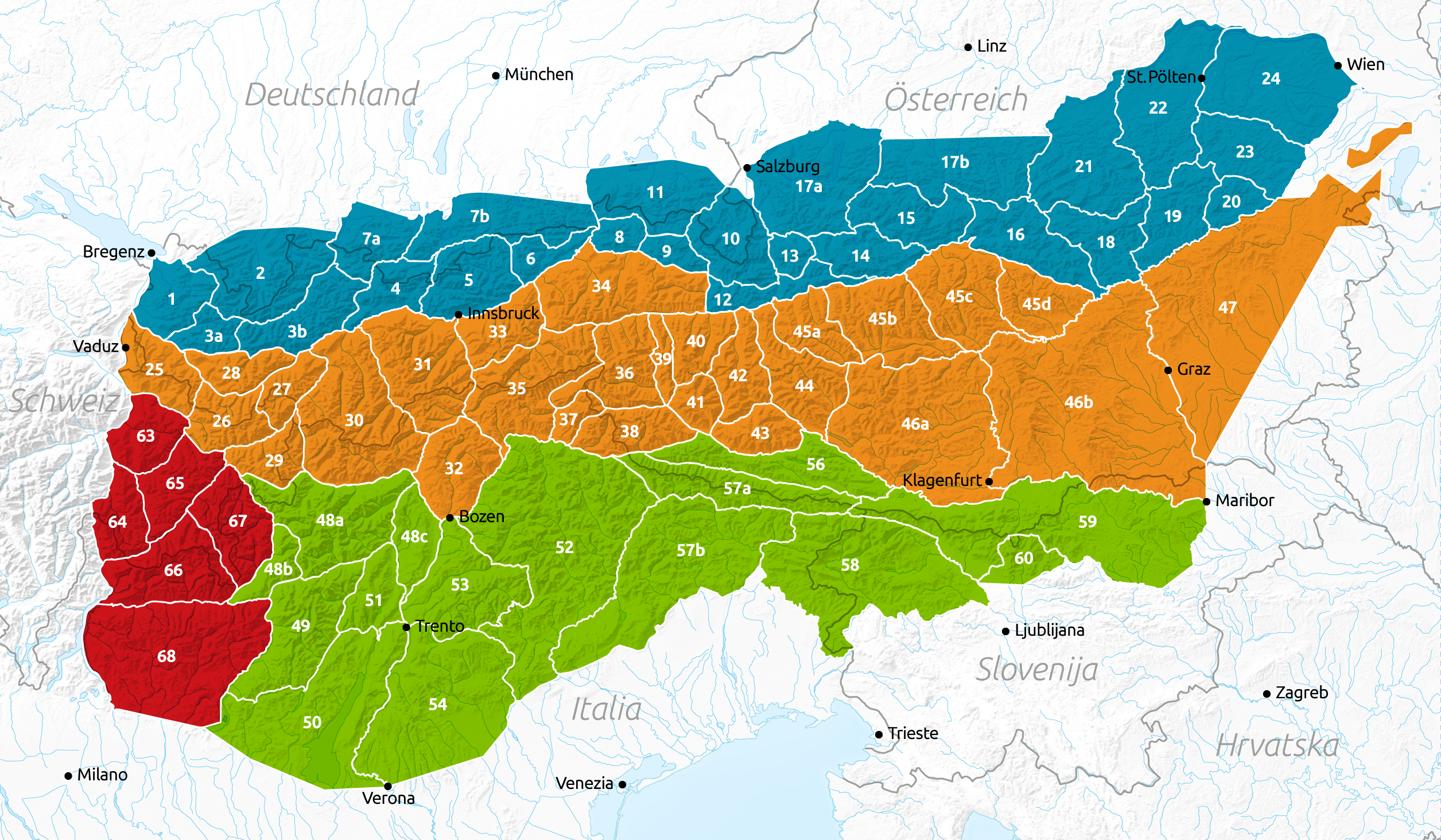
Le Alpi dell'Ammergau secondo l'AVE sono individuate dal numero 7a.

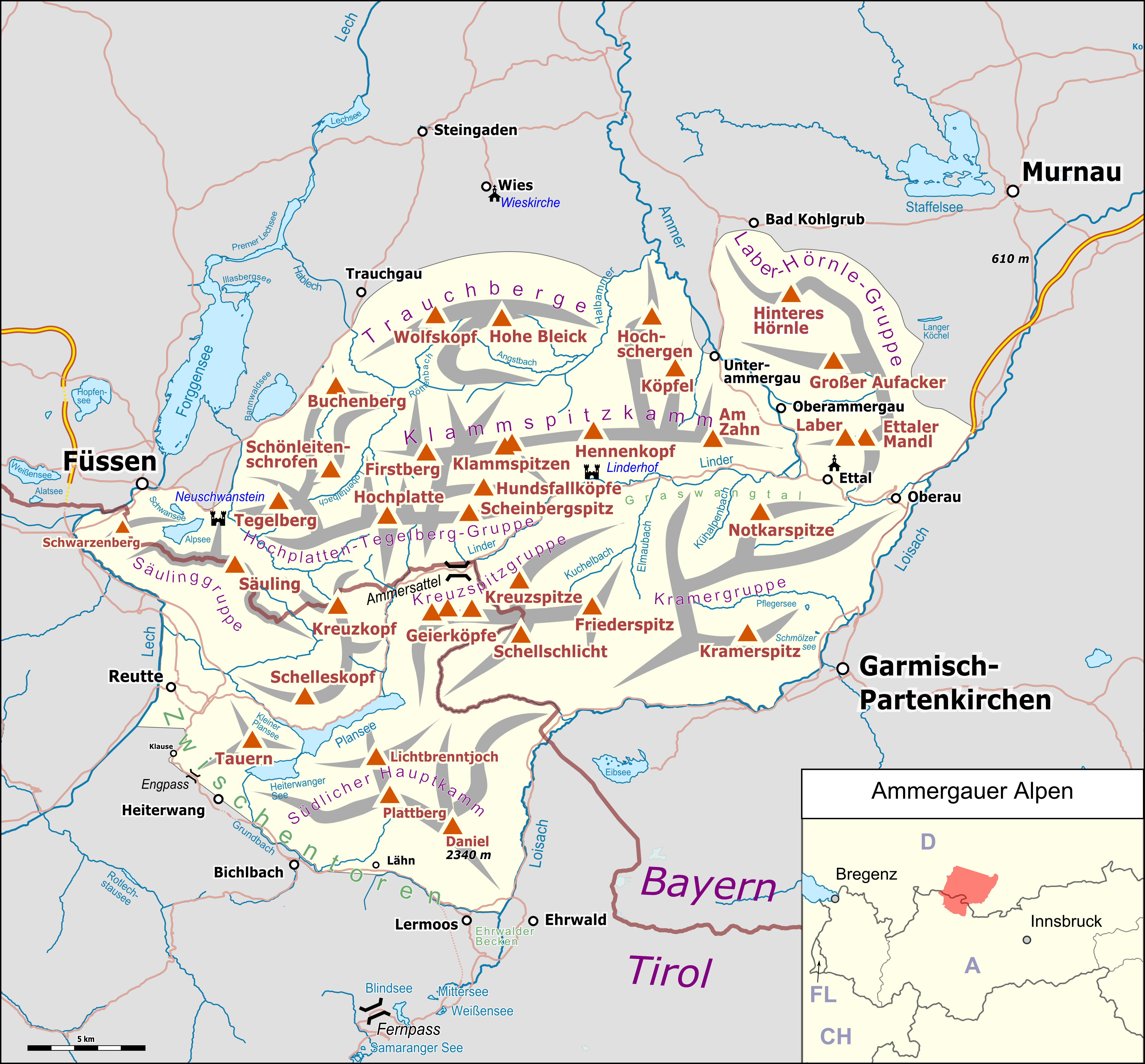
Cartina dettagliata del gruppo montuoso.

Secondo la SOIUSA le Alpi dell'Ammergau sono una sottosezione alpina con la seguente classificazione:
- Grande parte = Alpi Orientali
- Grande settore = Alpi Nord-orientali
- Sezione = Alpi Bavaresi
- Sottosezione = Alpi dell'Ammergau
- Codice = II/B-22.III

Secondo l'AVE costituiscono il gruppo n. 7a di 75 nelle Alpi Orientali.

## Delimitazioni
Le Alpi dell'Ammergau:
- a nord si stemperano nelle colline bavaresi;
- ad est confinano con le Alpi del Wallgau (nella stessa sezione alpina) e separate dal corso del fiume Loisach;
- a sud-est confinano con i Monti di Mieming e del Wetterstein (nelle Alpi Calcaree Nordtirolesi) e separate dal corso del fiume Loisach;
- a sud-ovest confinano con le Alpi della Lechtal (nelle Alpi Calcaree Nordtirolesi);
- ad ovest confinano con le Alpi dell'Algovia (nella stessa sezione alpina)  e separate dal corso del fiume Lech.

## Suddivisione
Secondo la SOIUSA si suddividono in due supergruppi e sei gruppi (tra parentesi i codici SOIUSA dei supergruppi, gruppi e sottogruppi):
- Alpi sudorientali dell'Ammergau (A)
  - Costiera del Daniel (A.1)
  - Gruppo del Kreuzspitz (A.2)
  - Gruppo del Kramer (A.3)
  - Gruppo Laber-Hörnle (A.4)
- Alpi nordoccidentali dell'Ammergau (B)
  - Catena Säuling-Hochplatte-Klammspitze (B.5)
    - Gruppo dell'Hochplatte (B.5.a)
    - Gruppo del Säuling (B.5.b)
    - Costiera del Klammspitz (B.5.c)

  - Gruppo dell'Hohe Bleick (B.6)

## Vette principali

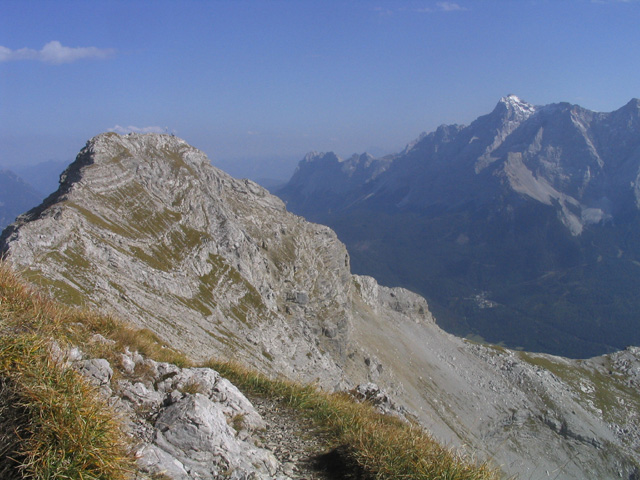
Il Daniel

- Daniel, 2340 m
- Upsspitze, 2332 m
- Plattberg, 2247 m
- Kohlbergspitze, 2202 m
- Grosses Pfuitjöchle, 2197 m
- Kreuzspitze, 2185 m
- Pitzenegg, 2179 m
- Geierköpfe, 2164 m
- Kleines Pfuitjöchle, 2145 m
- Kesseljoch, 2131 m
- Hochplatte, 2082 m
- Friederspitz, 2050 m
- Säuling, 2047 m
- Krähe, 2012 m
- Gabelschrofen, 2010 m
- Kramerspitz, 1985 m
- Hoher Straußberg, 1934 m
- Klammspitze, 1924 m
- Notkarspitze, 1889 m
- Geiselstein, 1885 m
- Hoher Ziegspitz, 1864 m
- Teufelstättkopf, 1758 m
- Tegelberg, 1881 m
- Laber, 1686 m
- Hohe Bleick, 1638 m
- Ettaler Manndl, 1633 m
- Pürschling, 1566 m
- Großer Aufacker, 1542 m
- Kofel, 1342 m